# Harry van Doorn
Henry Willem (Harry) van Doorn ('s-Gravenhage, 6 oktober 1915 – Amersfoort, 12 januari 1992) was een Nederlands jurist en politicus.
Tot 1943 had Van Doorn een handelsfirma in parfumerie-artikelen. Van Doorn heeft rechten gestudeerd en begon zijn maatschappelijke carrière in 1942 als substituut-officier van justitie te Rotterdam. In 1945  werd Van Doorn benoemd als advocaat-fiscaal bij het Bijzonder Gerechtshof waar hij vele malen de doodstraf eiste tegen landverraders zoals Anton van der Waals. Ook was hij omroepvoorzitter van de KRO. In 1956 voerde hij als voorzitter van de KVP een harde strijd tegen de PvdA en werd ook lid van de Tweede Kamer voor de KVP. In 1968 stapte hij echter uit onvrede over de conservatieve koers van zijn partij uit de Kamer en voegde zich bij PPR, die was opgericht door progressieve christendemocraten.
In 1973 werd Van Doorn minister van Cultuur, Recreatie en Maatschappelijk Werk voor de PPR in het kabinet-Den Uyl. Hij maakte tijdens zijn ministerschap een einde aan zeezenders die vanaf de Noordzee uitzonden.
Als minister voor Maatschappelijk Werk, was hij ook verantwoordelijk voor het minderhedenbeleid. Als zodanig was hij als beleidsminister betrokken bij de aanpak van de Molukse kapingen en gijzelingen die tijdens het kabinet Den Uyl plaatsvonden. Later werd bekendgemaakt dat de minister tijdens de Treinkaping bij Wijster heeft aangeboden zichzelf te laten gijzelen, in ruil voor vrijlating van alle gegijzelden in de trein.
In 1975 uitte Weekblad Vrij Nederland kritiek op het vermeende oorlogsverleden van Van Doorn, die als hoofd van de Politieke Recherche Afdeling besloten zou hebben Joseph Schreieder buiten vervolging te stellen. Dr. Lou de Jong nam het op voor Van Doorn, want Van Doorn zou zich met zijn parfumhandel met de bezetter niet anders hebben gedragen dan andere ondernemers tijdens de oorlog. Ook waren er geen negatieve zaken bij De Jong bekend over zijn periode als officier van justitie tijdens en na de bezetting.
In 1976 uitte voormalig politieagent en verzetsstrijder Jan van den Ende ernstige beschuldigingen over een vermeende doofpot-affaire vlak na de oorlog, waarbij toenmalig officier van justitie Van Doorn de moord op Kitty van der Have, Pieter Kuntz en Pieter van Vessem bewust nooit zou hebben laten onderzoeken. Ook een veertigtal procesverbalen over collaborateurs en oorlogsmisdadigers zou Van Doorn hebben laten verdwijnen. De beschuldigingen hadden geen gevolgen voor de carrière van Van Doorn. Wel moest als gevolg van de publiciteit de door Van Doorn voorgestelde Menten-onderzoeker Chris Scheffer zijn opdracht inleveren, toen bleek dat Scheffer in 1951 als hoofddader was veroordeeld voor de moord op Van der Have.  

## Trivia
- Radio Veronica-dj Will Luikinga had in zijn radioprogramma op zowel de zeezender Radio Veronica tot augustus 1974 en vanaf mei 1982 voor Veronica op de woensdagmiddag tussen 12:00 en 14:00 uur op Hilversum 1 en vanaf 1 december 1985 t/m augustus 1992 op Radio 2 jarenlang het spelletje 'Will wil wel', waarin de luisteraars muntjes mochtem gooien in een fruitkast die Harry heette, genoemd naar Van Doorn. Dit radiospel werd vanaf zomer 1982 t/m de zomer van 1992 ook op locatie in het land gespeeld in het kader van Veronica komt naar je toe deze zomer met de grote zomertruuk. De woensdag uitzendingen werden dan rechtstreeks op aanvankelijk Hilversum 1 uitgezonden en vanaf december 1985 t/m augustus 1993 op Radio 2.
- De Rohde & Schwarz zenders van verschillende piratenzenders, waaronder Hofstad Radio,[7][8] werden Harry genoemd, wederom genoemd naar Van Doorn.

- Biografisch Portaal: 69106290
- Digitale Bibliotheek voor de Nederlandse Letteren: door039
- Parlement.com: vg09ll00kzts